# ایست گرینویچ (رود آیلند)
ایست گرینویچ (به انگلیسی: East Greenwich) یک منطقهٔ مسکونی در ایالات متحده آمریکا است که در شهرستان کنت، رود آیلند واقع شده‌است. ایست گرینویچ ۱۳٬۱۴۶ نفر جمعیت دارد و ۶۱ متر بالاتر از سطح دریا واقع شده‌است.